# Wieslauftalbahn
| |                      |                                                       |                                                  |
| Streckennummer (DB): | 4751                 |                                                       |                                                  |
| Kursbuchstrecke (DB): | 790.21               |                                                       |                                                  |
| Kursbuchstrecke: | 324f (1946)          |                                                       |                                                  |
| Streckenlänge: | 22,799 km            |                                                       |                                                  |
| Spurweite: | 1435 mm (Normalspur) |                                                       |                                                  |
| Streckenklasse: | B2                   |                                                       |                                                  |
| Maximale Neigung: | 25 ‰                 |                                                       |                                                  |
| Minimaler Radius: | 190 m                |                                                       |                                                  |
| Streckengeschwindigkeit: | 80 km/h              |                                                       |                                                  |
| |                      |                                                       |                                                  |
| \| \| \| von Stuttgart-Bad Cannstatt \| \| \| \| 0,000 \| Schorndorf \| 251 m \| \| \| \| nach Nördlingen \| \| \| \| 0,60 \| Schorndorf-Hammerschlag (seit 1995) \| Schorndorf-Hammerschlag (seit 1995) \| \| \| \| Anschluss Württembergische Porzellanmanufaktur \| \| \| \| 1,70 \| Rems (35 m) \| Rems (35 m) \| \| \| 2,972 \| Haubersbronn \| 256 m \| \| \| 3,70 \| Haubersbronn Mitte (seit 1995) \| Haubersbronn Mitte (seit 1995) \| \| \| \| Tannbach \| \| \| \| 5,362 \| Miedelsbach-Steinenberg \| 264 m \| \| \| 7,517 \| Michelau (Württ) (ehem. Bf) \| Michelau (Württ) (ehem. Bf) \| \| \| 8,50 \| Wieslauf \| Wieslauf \| \| \| 8,799 \| Schlechtbach \| 272 m \| \| \| 9,907 \| Rudersberg \| 278 m \| \| \| 10,60 \| Rudersberg Nord (seit 1995) \| Rudersberg Nord (seit 1995) \| \| \| 11,400 \| Rudersberg-Oberndorf (ehem. Oberndorf (b Rudersberg)) \| 289 m \| \| \| 11,580 \| Infrastrukturgrenze ZVVB / Schwäbische Wald-Bahn \| Infrastrukturgrenze ZVVB / Schwäbische Wald-Bahn \| \| \| 11,900 \| Landesstraße 1080 \| Landesstraße 1080 \| \| \| 14,00 \| Igelsbach-Viadukt (51 m) \| Igelsbach-Viadukt (51 m) \| \| \| 14,344 \| Klaffenbach-Althütte (ehem. Bf) \| 356 m \| \| \| 15,00 \| Strümpfelbach-Viadukt (121 m) \| Strümpfelbach-Viadukt (121 m) \| \| \| 16,946 \| Laufenmühle \| 414 m \| \| \| 18,00 \| Laufenmühle-Viadukt (168 m) \| Laufenmühle-Viadukt (168 m) \| \| \| 20,332 \| Breitenfürst \| 493 m \| \| \| 22,150 \| Welzheim Tannwald (seit Mai 2010) \| 508 m \| \| \| \| Anschluss Bauknecht \| \| \| \| 22,799 \| Welzheim \| 505 m \| \| \| \| \| \| \| Quellen: [1][2][3] \| \| \| \| |                      |                                                       |                                                  |
| Strecke |                      | von Stuttgart-Bad Cannstatt                           | von Stuttgart-Bad Cannstatt                      |
| Bahnhof | 0,000                | Schorndorf                                            | 251 m                                            |
| Abzweig geradeaus und nach rechts |                      | nach Nördlingen                                       | nach Nördlingen                                  |
| Haltepunkt / Haltestelle | 0,60                 | Schorndorf-Hammerschlag (seit 1995)                   | Schorndorf-Hammerschlag (seit 1995)              |
| Abzweig geradeaus und ehemals nach rechts |                      | Anschluss Württembergische Porzellanmanufaktur        | Anschluss Württembergische Porzellanmanufaktur   |
| Brücke über Wasserlauf | 1,70                 | Rems (35 m)                                           | Rems (35 m)                                      |
| Bahnhof | 2,972                | Haubersbronn                                          | 256 m                                            |
| Haltepunkt / Haltestelle | 3,70                 | Haubersbronn Mitte (seit 1995)                        | Haubersbronn Mitte (seit 1995)                   |
| Brücke über Wasserlauf |                      | Tannbach                                              | Tannbach                                         |
| Bahnhof | 5,362                | Miedelsbach-Steinenberg                               | 264 m                                            |
| Haltepunkt / Haltestelle | 7,517                | Michelau (Württ) (ehem. Bf)                           | Michelau (Württ) (ehem. Bf)                      |
| Brücke über Wasserlauf | 8,50                 | Wieslauf                                              | Wieslauf                                         |
| Bahnhof | 8,799                | Schlechtbach                                          | 272 m                                            |
| Bahnhof | 9,907                | Rudersberg                                            | 278 m                                            |
| Haltepunkt / Haltestelle | 10,60                | Rudersberg Nord (seit 1995)                           | Rudersberg Nord (seit 1995)                      |
| Bahnhof | 11,400               | Rudersberg-Oberndorf (ehem. Oberndorf (b Rudersberg)) | 289 m                                            |
| Wechsel des Eisenbahninfrastrukturunternehmens | 11,580               | Infrastrukturgrenze ZVVB / Schwäbische Wald-Bahn      | Infrastrukturgrenze ZVVB / Schwäbische Wald-Bahn |
| Brücke | 11,900               | Landesstraße 1080                                     | Landesstraße 1080                                |
| Brücke über Wasserlauf | 14,00                | Igelsbach-Viadukt (51 m)                              | Igelsbach-Viadukt (51 m)                         |
| Dienststation / Betriebs- oder Güterbahnhof | 14,344               | Klaffenbach-Althütte (ehem. Bf)                       | 356 m                                            |
| Brücke über Wasserlauf | 15,00                | Strümpfelbach-Viadukt (121 m)                         | Strümpfelbach-Viadukt (121 m)                    |
| Bahnhof | 16,946               | Laufenmühle                                           | 414 m                                            |
| Brücke über Wasserlauf | 18,00                | Laufenmühle-Viadukt (168 m)                           | Laufenmühle-Viadukt (168 m)                      |
| Bahnhof | 20,332               | Breitenfürst                                          | 493 m                                            |
| Haltepunkt / Haltestelle | 22,150               | Welzheim Tannwald (seit Mai 2010)                     | 508 m                                            |
| Abzweig geradeaus und ehemals von links |                      | Anschluss Bauknecht                                   | Anschluss Bauknecht                              |
| Kopfbahnhof Streckenende | 22,799               | Welzheim                                              | 505 m                                            |
| |                      |                                                       |                                                  |
| Quellen: |                      |                                                       |                                                  |

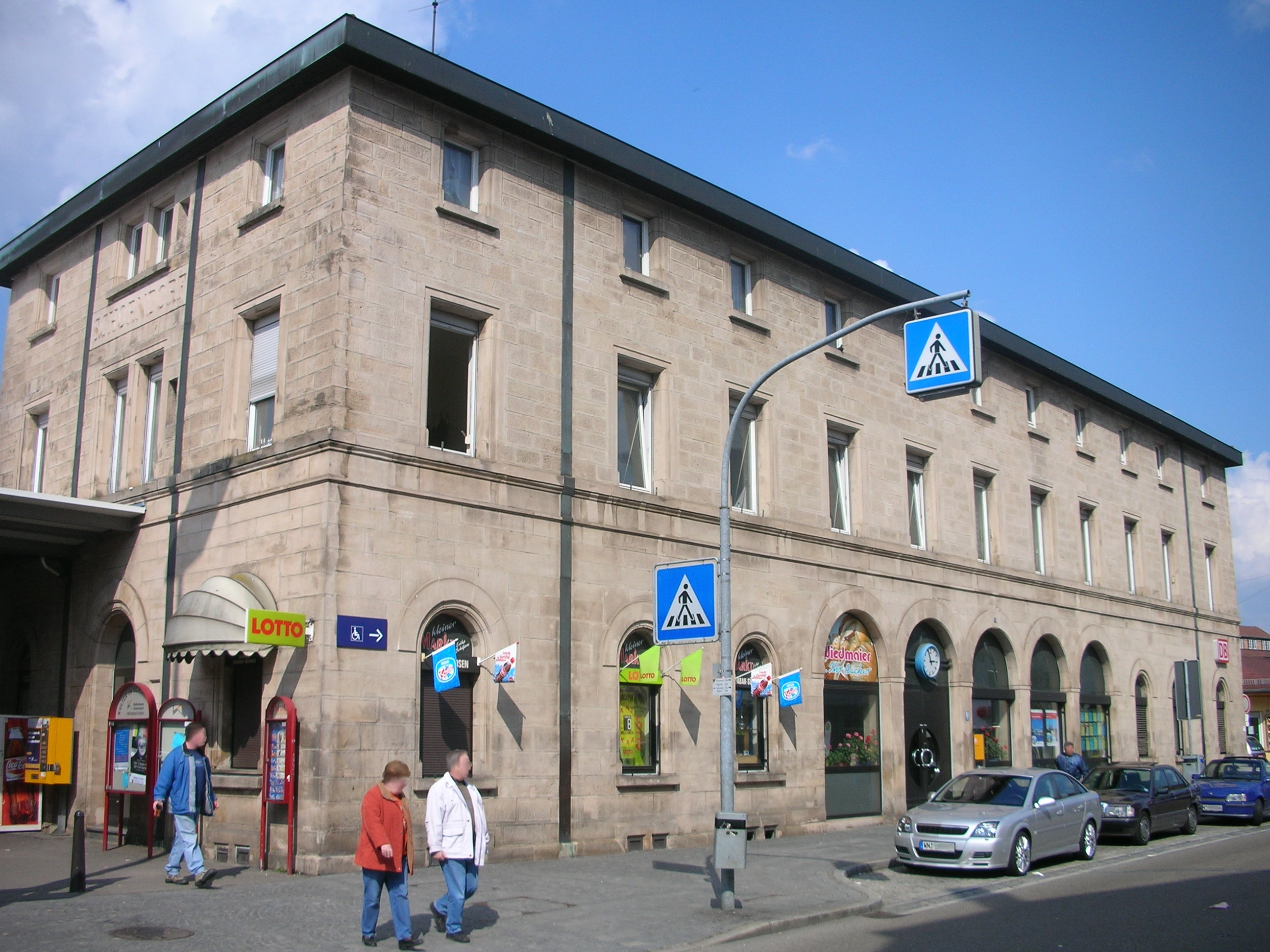
Bahnhof Schorndorf, Ausgangspunkt der Wieslauftalbahn

Die Wieslauftalbahn, auch Wieslaufbahn oder Wiesel genannt, ist eine normalspurige eingleisige und nicht elektrifizierte Nebenbahn in Baden-Württemberg. Sie beginnt in Schorndorf im Remstal, wo sie von der Bahnstrecke Stuttgart-Bad Cannstatt–Nördlingen abzweigt. Der Abschnitt im Tal der Wieslauf bis Rudersberg-Oberndorf wird vom Zweckverband Verkehrsverband Wieslauftalbahn (ZVVW) betrieben und im Schienenpersonennahverkehr durch die Regionalbahn-Linie RB 61 der Württembergischen Eisenbahn-Gesellschaft (WEG) bedient. Das auch Obere Wieslauftalbahn oder Bergstrecke genannte Teilstück hinauf nach Welzheim mit einer Maximalsteigung von 25 Promille und mehreren Viadukten wird seit 2010 von der Schwäbische Waldbahn GmbH als Museumsbahn betrieben, wobei teils Dampflokomotiven eingesetzt werden.

## Streckenverlauf
Die Bahnstrecke in den Welzheimer Wald befindet sich komplett im Rems-Murr-Kreis und passiert die Gemeinden Schorndorf (vom Bahnhof Schorndorf bis Miedelsbach-Steinenberg), Rudersberg (von Michelau (Württ) bis Klaffenbach-Althütte) und Welzheim (ab Laufenmühle). Bis Laufenmühle folgt sie dabei dem namengebenden Fluss, anschließend verlaufen der Edenbach und zuletzt der Weidenbach parallel zur Trasse. Oberhalb des Bahnhofs Breitenfürst erreicht die Strecke in einer langgestreckten S-Kurve den Endbahnhof Welzheim.

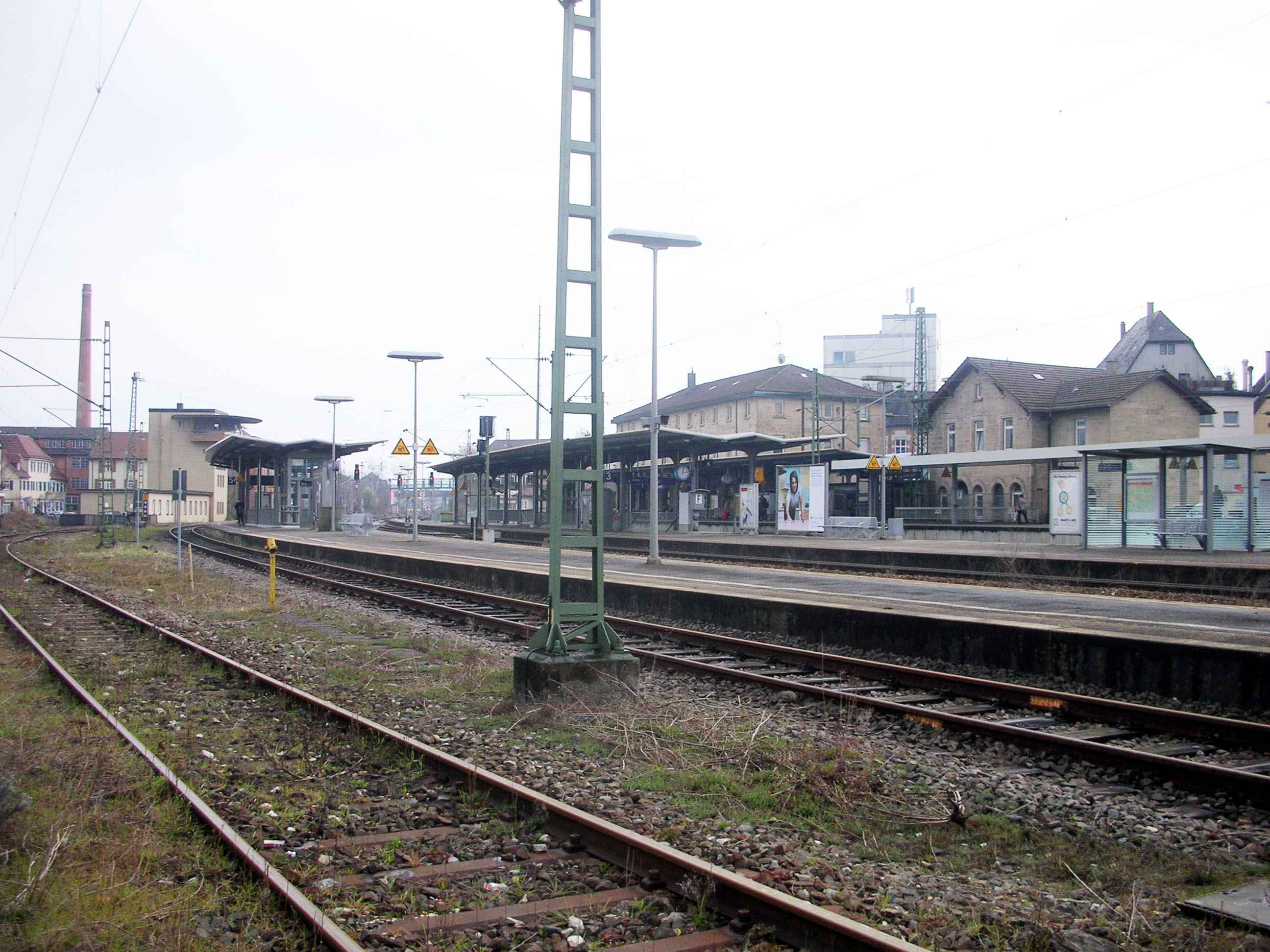
Gleisseite des Bahnhofs Schorndorf; die Züge der Wieslauftalbahn fahren von Gleis 5 hinten links ab
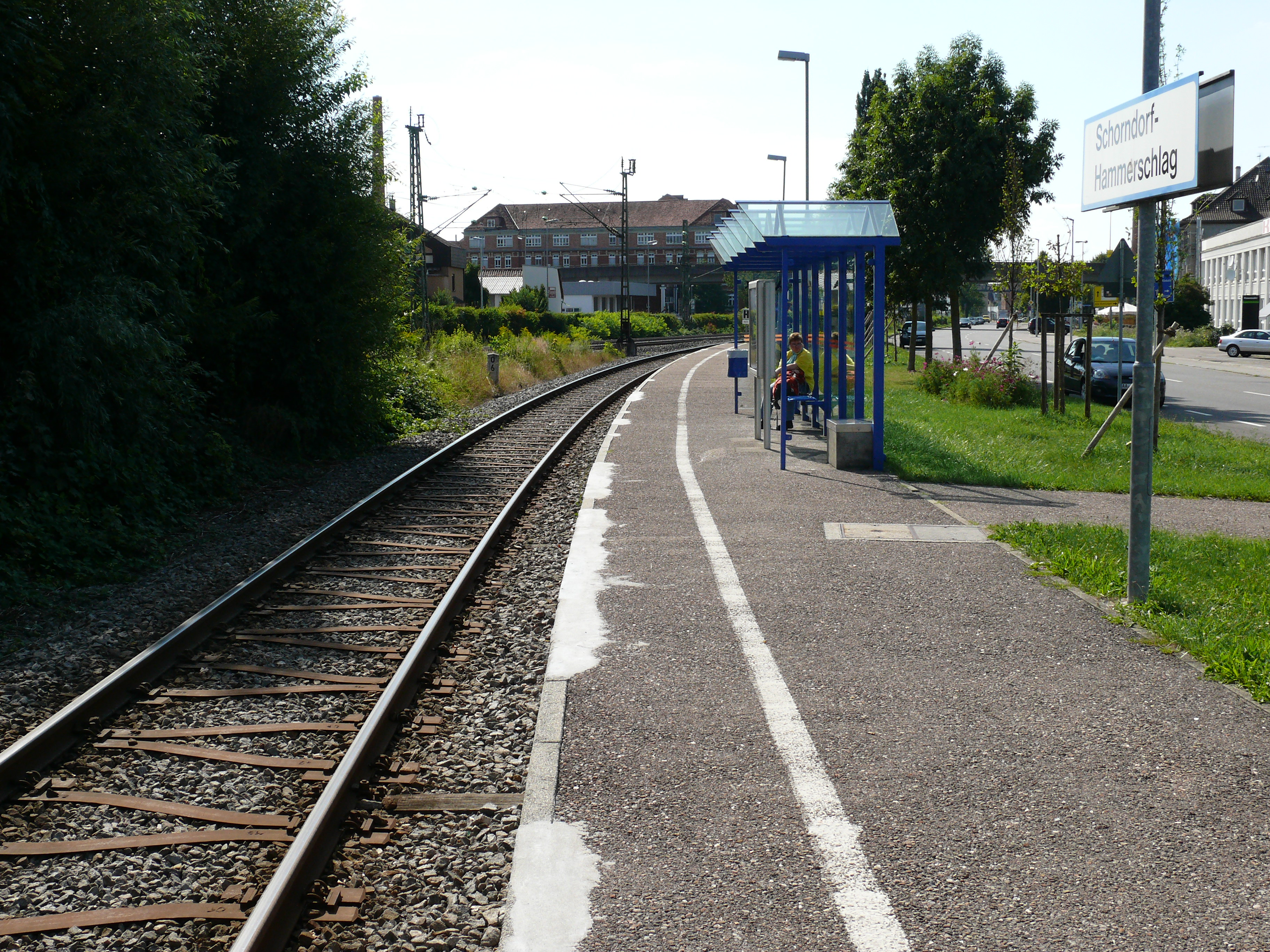
Schorndorf-Hammerschlag
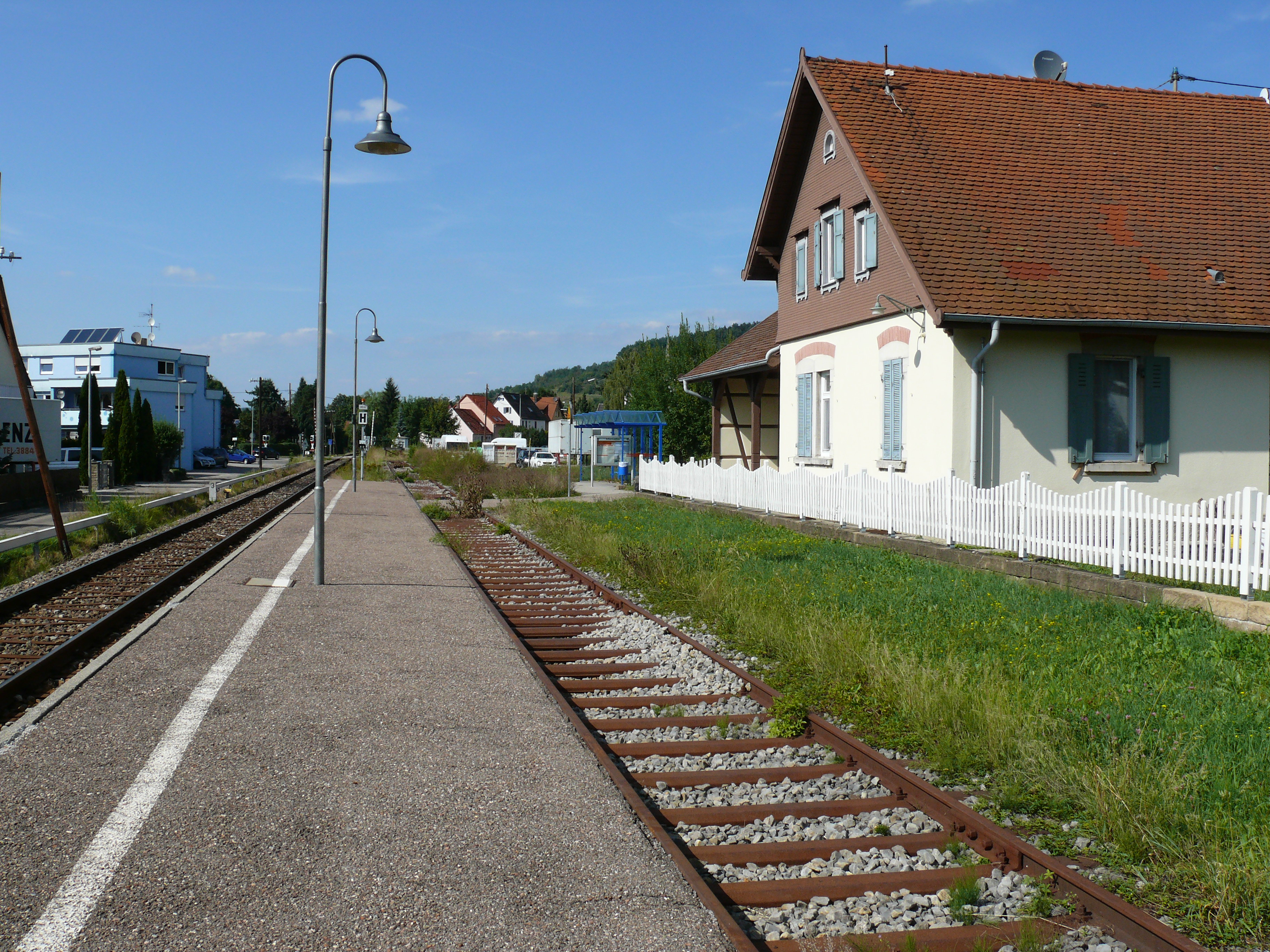
Haubersbronn
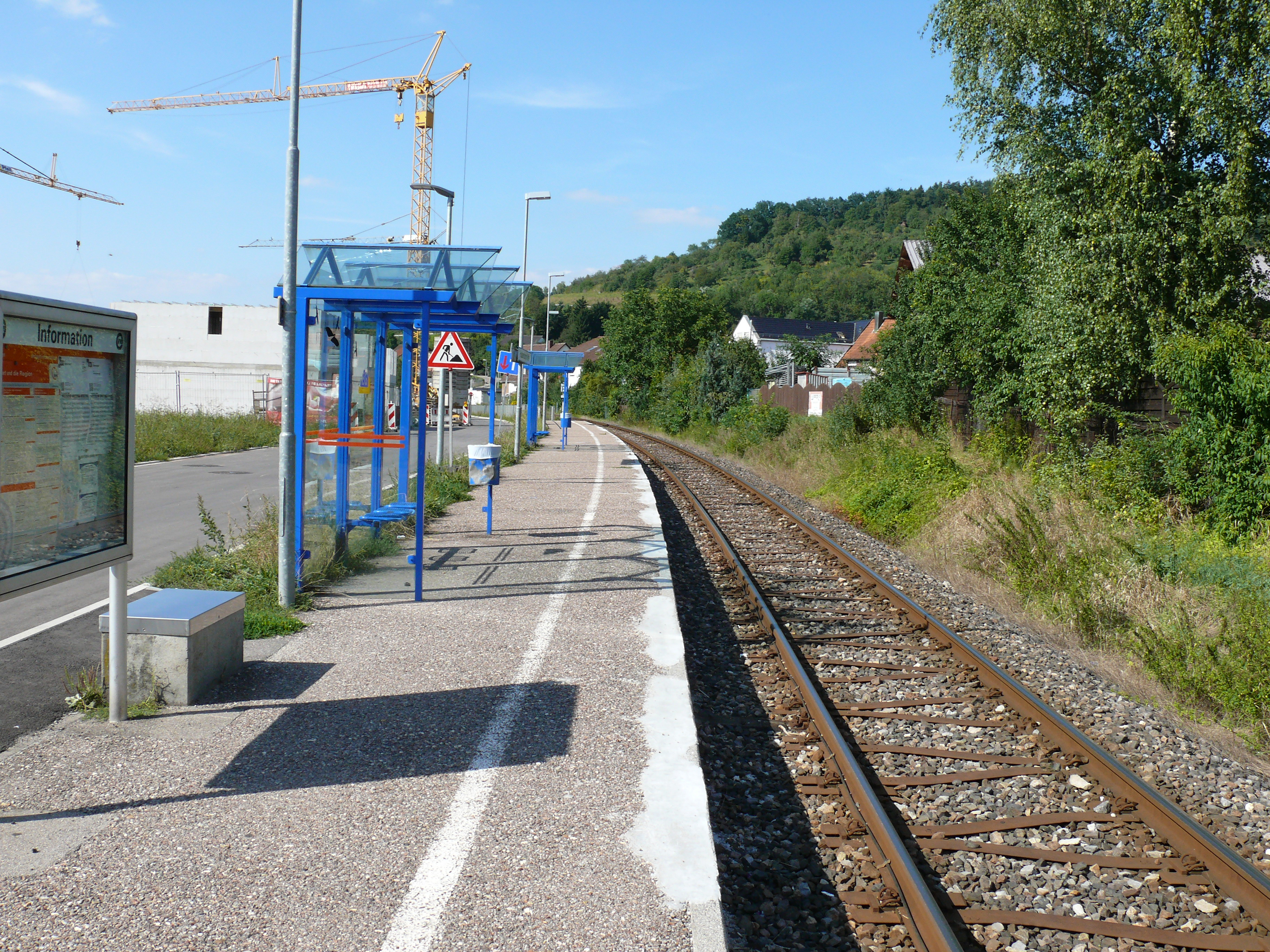
Haubersbronn Mitte
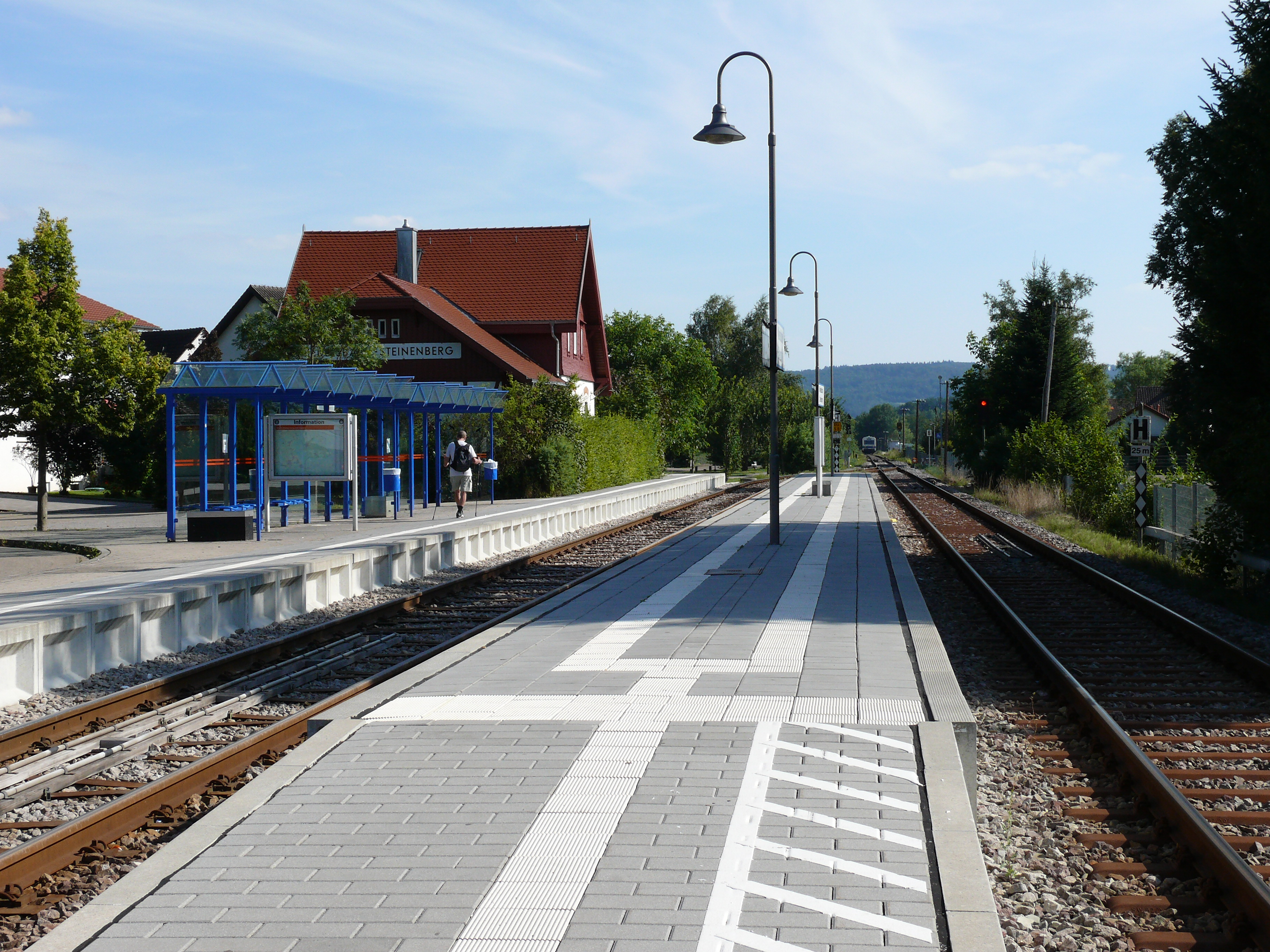
Miedelsbach-Steinenberg
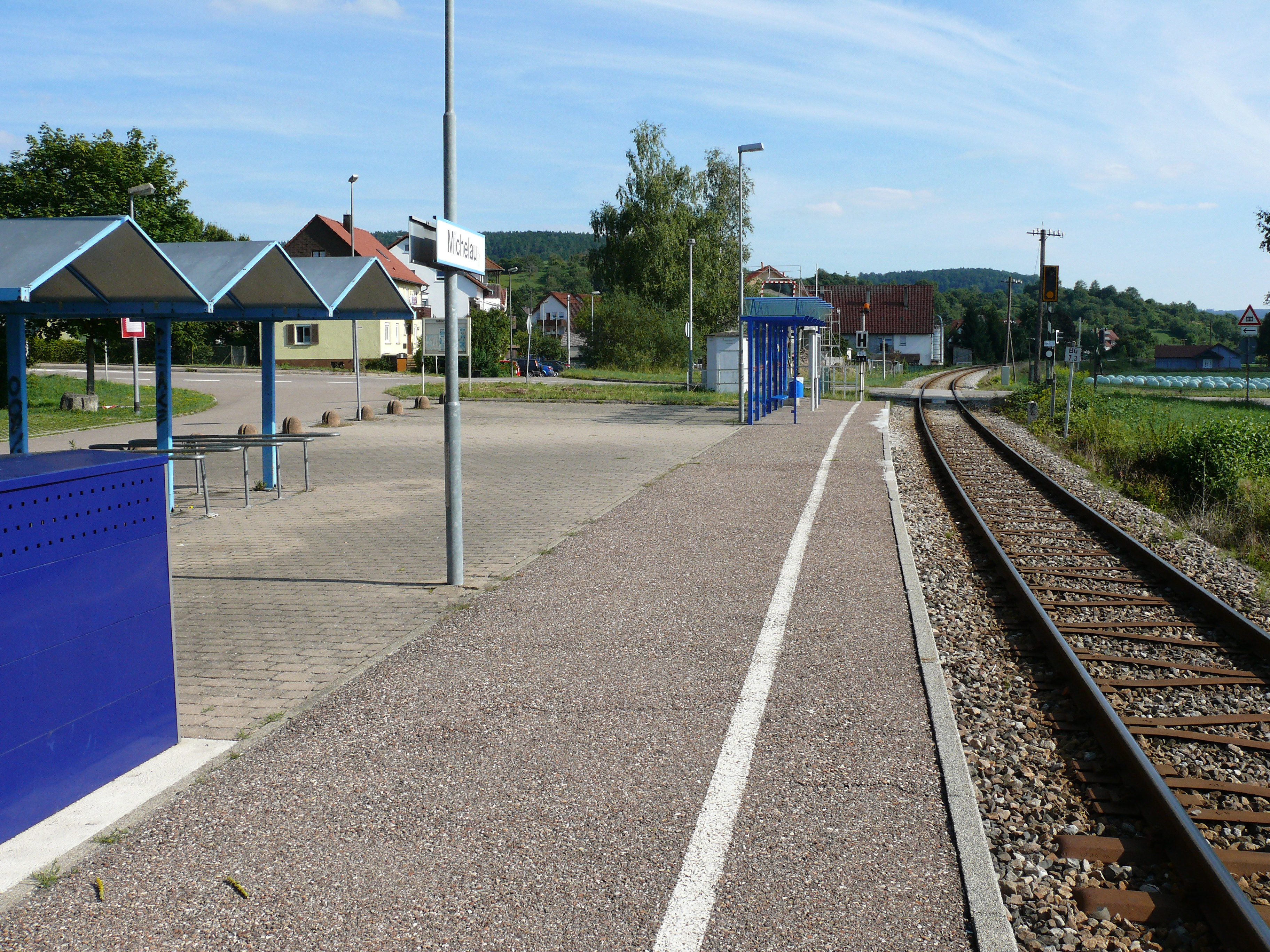
Michelau (Württ)
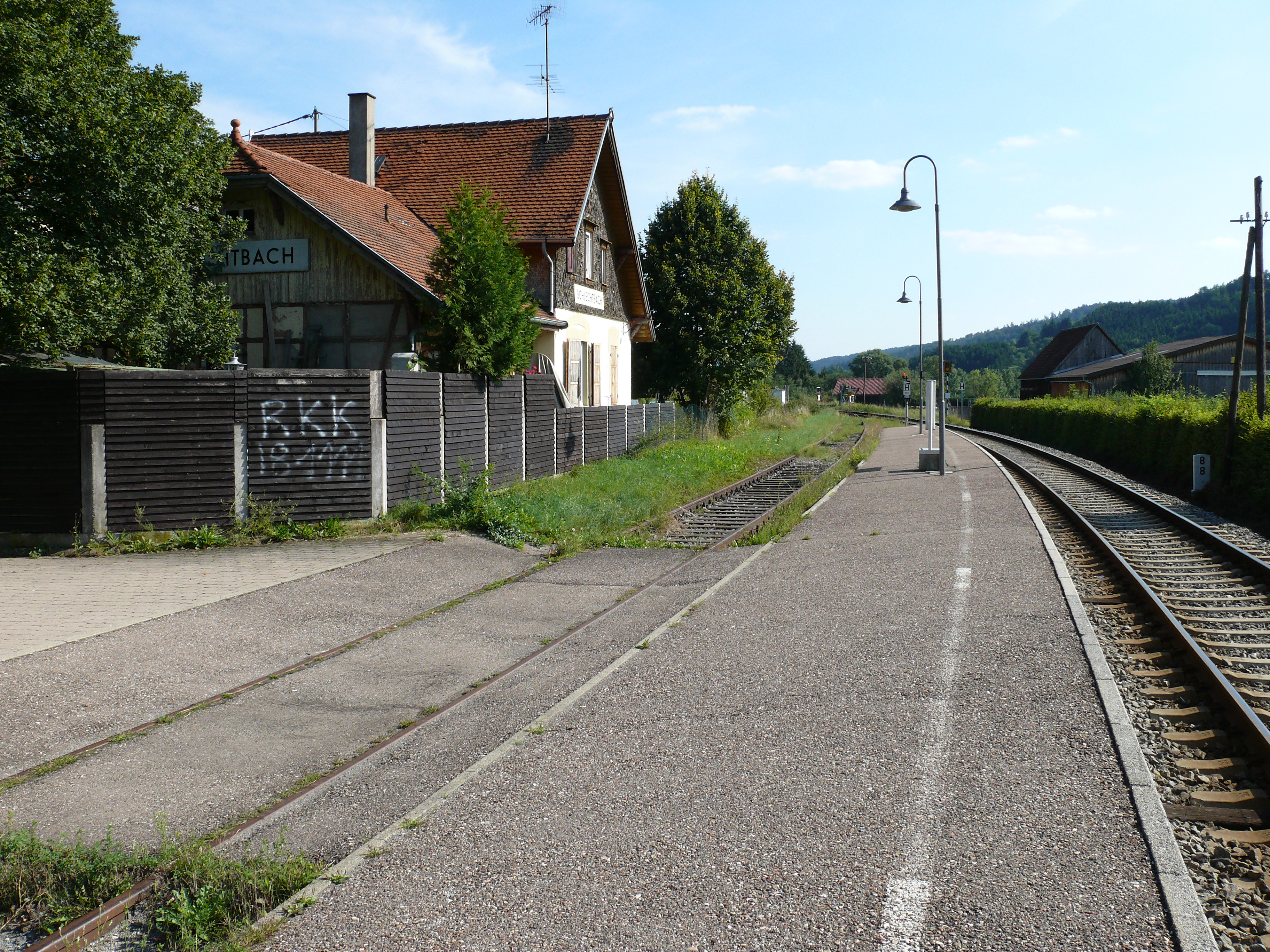
Schlechtbach
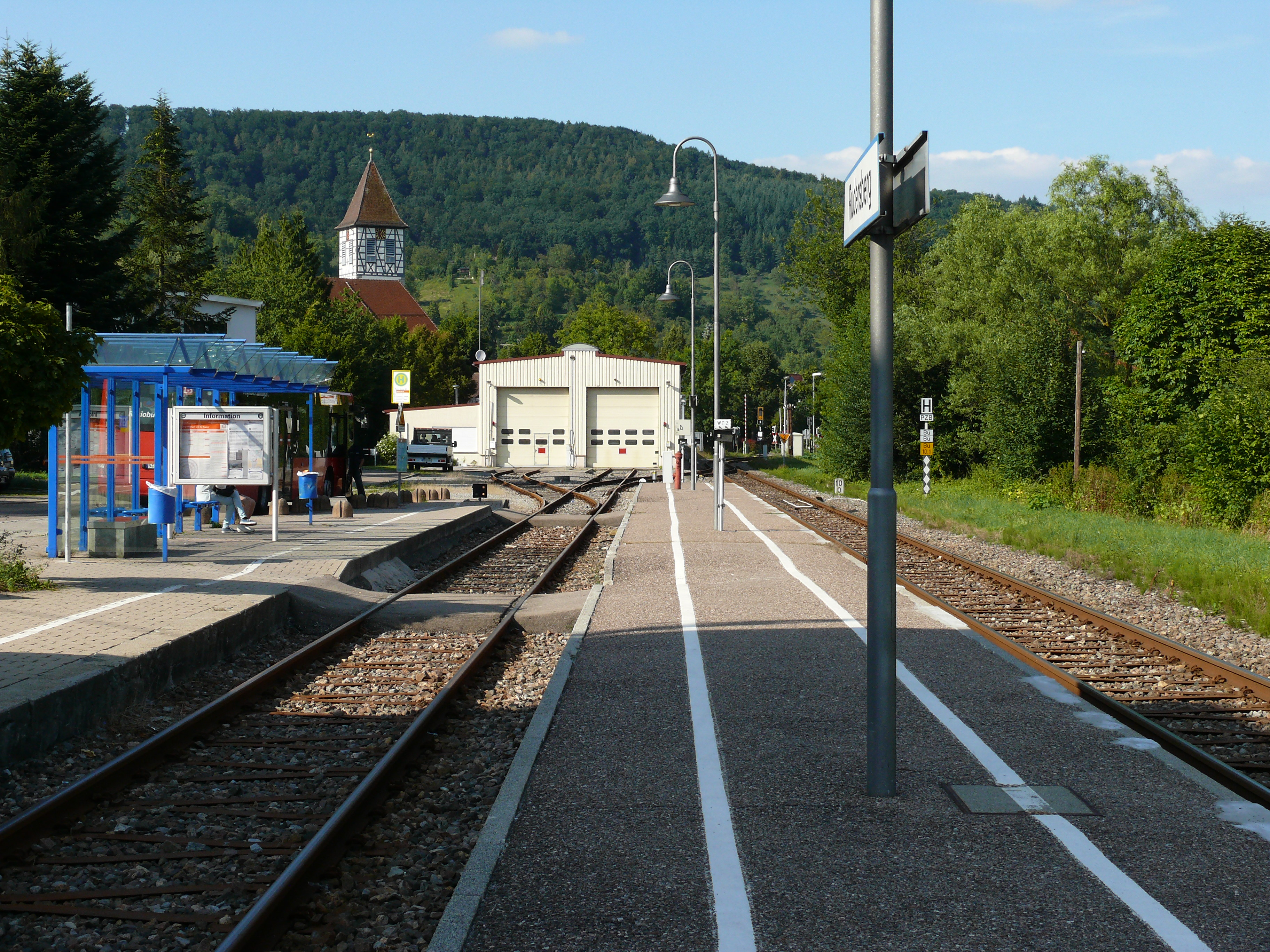
Rudersberg
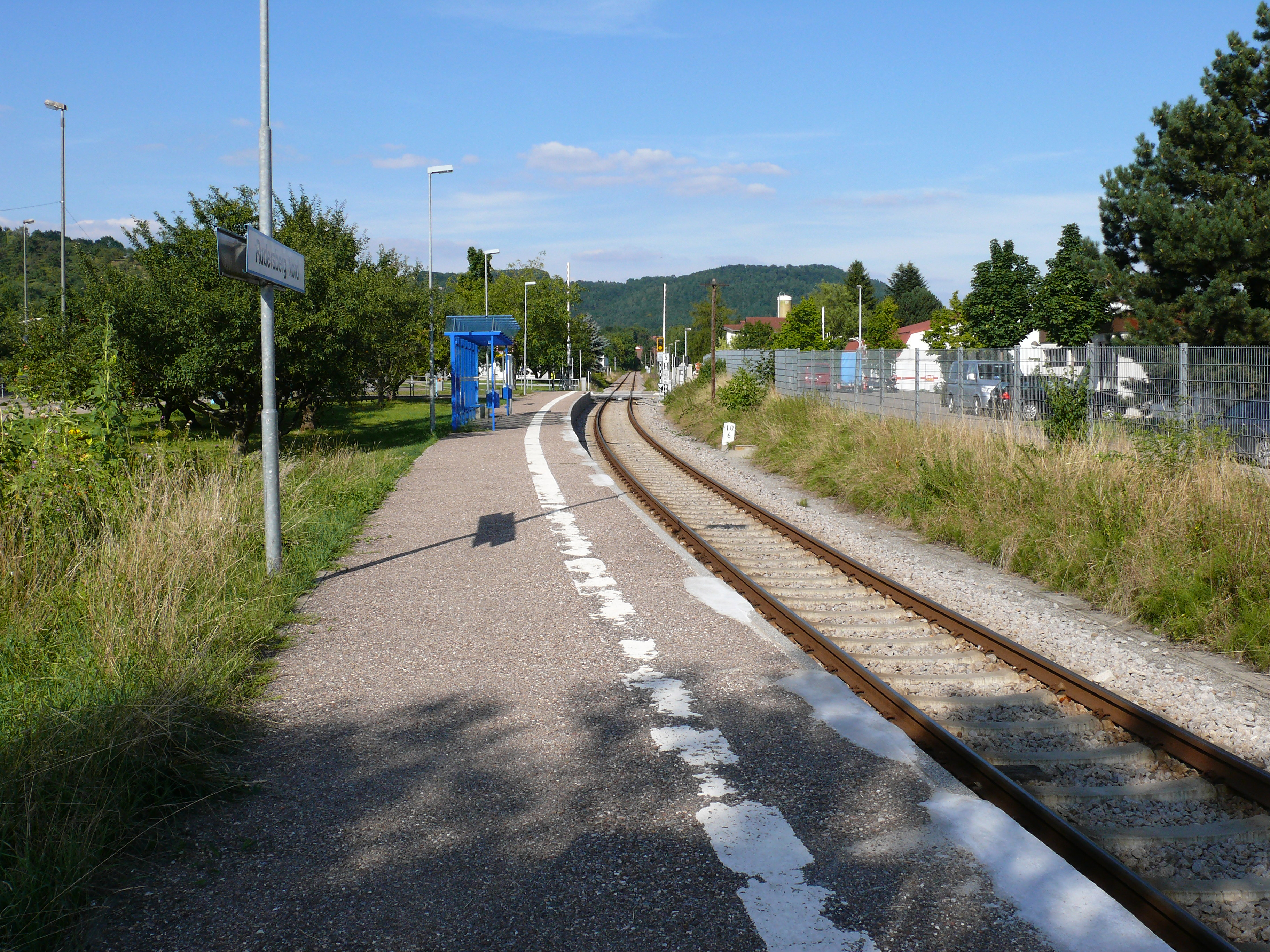
Rudersberg Nord
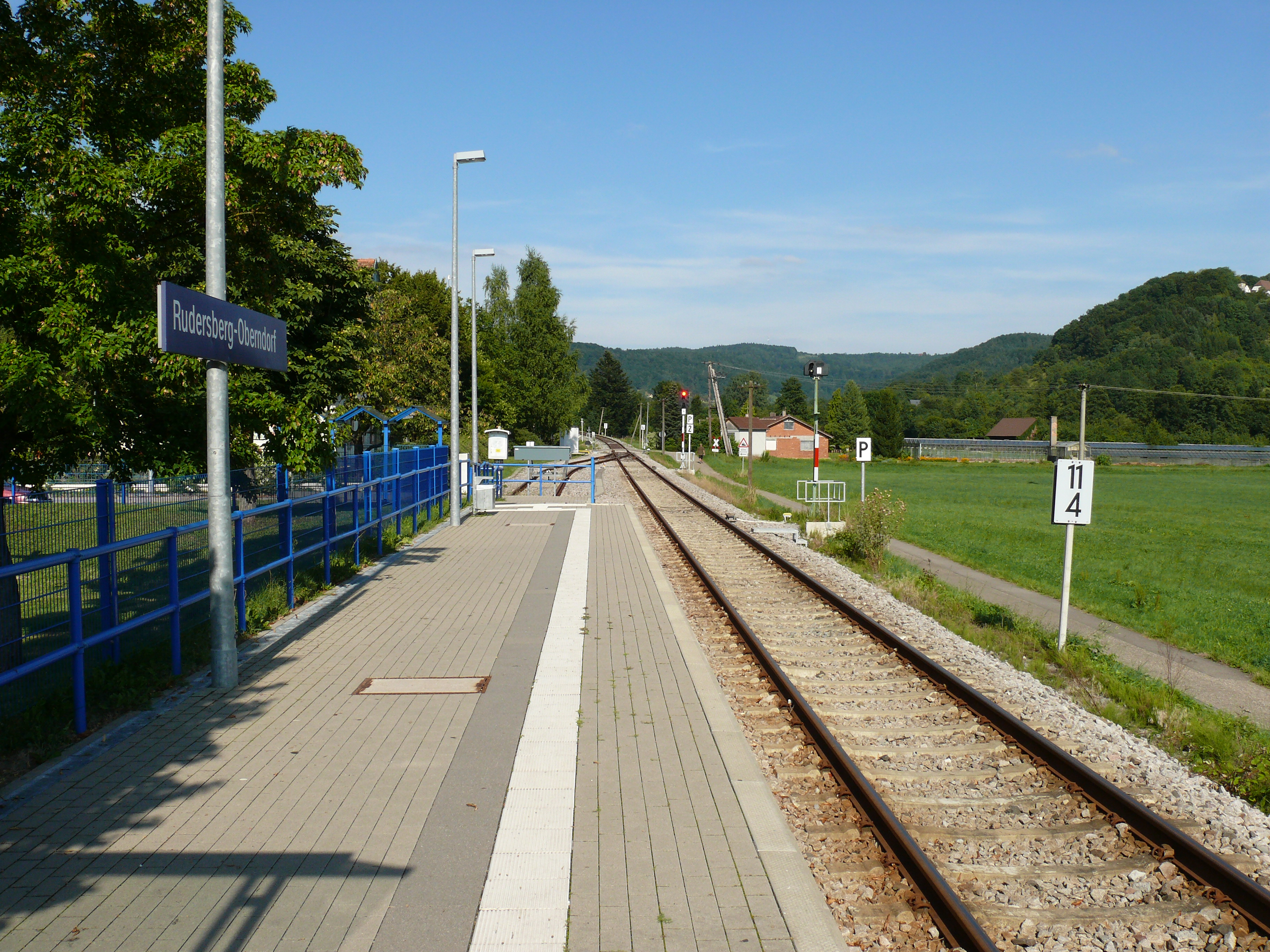
Rudersberg-Oberndorf

## Geschichte

### Planung und Bau
Ausschlaggebend für den Bau der Strecke waren ab 1890 Bestrebungen aus Welzheim, die Region zu erschließen, da die wirtschaftliche Situation wegen der peripheren Lage dieser Stadt nicht sehr günstig war. Der Grund dafür lag im Wesentlichen in der ungünstigen Topografie und der verhältnismäßig dünnen Besiedlung des Welzheimer Waldes, die für eine Bahnverbindung keine gute Rendite erwarten ließ. Favorisiert wurde in erster Linie eine Verbindung, die in Schorndorf von der schon seit 1861 bestehenden Remsbahn abzweigen und, über Rudersberg führend, in Welzheim enden würde. Gegebenenfalls sollte sie dabei, aufgrund der topographischen Verhältnisse, als Zahnradbahn ausgeführt werden. Außerdem gingen die Planungen zunächst von einer Schmalspurbahn mit 750 mm Spurweite aus, da diese bei den vorliegenden Geländeverhältnissen kostengünstiger hätte erbaut werden können.
Jedoch wurden auch andere Streckenführungen untersucht, bei denen die Nebenbahn in Lorch oder Schwäbisch Gmünd von der Remsbahn abzweigen sollte. Zwei weitere Projekte sahen eine Verbindung ab Backnang von der Bahnstrecke Waiblingen–Schwäbisch Hall-Hessental vor, wobei die eine in Welzheim enden, die andere hingegen eine Verbindung nach Schorndorf darstellen sollte. Bei letzterer Variante wäre jedoch Welzheim ohne Anschluss geblieben.
1874 ersuchten die Gemeinden Schorndorf, Rudersberg, Backnang und Plochingen die Ständeversammlung des Königreichs Württemberg um Prüfung des Baus einer Bahnstrecke von Plochingen über Schorndorf und Rudersberg nach Backnang. Eine solche Tangentiallinie um die königliche Residenzstadt Stuttgart herum war damals allerdings noch undenkbar und wurde daher von der Generaldirektion der Königlich Württembergischen Staats-Eisenbahnen 1890 abgelehnt. Welzheim war dabei ab 1896 die letzte württembergische Oberamtsstadt, die noch keinen Bahnanschluss hatte. 1899 beschäftigte sich erstmals die Württembergische Abgeordnetenkammer mit den Planungen, schließlich setzte sich 1905 die Streckenführung Schorndorf–Rudersberg–Welzheim durch. Jedoch wurde auf eine kürzere Streckenführung mit Zahnrad verzichtet. Außerdem sollte die Bahn in Normalspur gebaut werden. Diese Entscheidungen führten jedoch aufgrund des Höhenunterschiedes zwischen Rudersberg und Welzheim zu einer verlängerten Streckenführung. Die Kosten des Bahnbaus ohne Grunderwerb wurden auf insgesamt knapp drei Millionen Mark veranschlagt.
Für den Bau und Betrieb war zunächst die WEG vorgesehen. Diese wollte aber aus Kostengründen nur – wie ursprünglich geplant – eine schmalspurige Variante mit Zahnstange realisieren. Da entsprechende Verhandlungen über eine Erhöhung des staatlichen Zuschusses aber zu keinem Ergebnis führten, schlug die Württembergische Landesregierung den Bau durch den Staat vor. Beim Bahnbau waren vor allem auf der Bergstrecke ab Rudersberg größere Einschnitte sowie drei Viadukte notwendig; darüber hinaus erschwerten im Jahr 1910 starke Regenfälle die Arbeiten.

### Entwicklung bis 1945
1907 begannen die Königlich Württembergischen Staats-Eisenbahnen mit den Bauarbeiten, am 28. November 1908 eröffneten sie den ersten Abschnitt bis Rudersberg sowie am 25. November 1911 das Reststück bis Welzheim. Es verkehrten zunächst bis zu fünf Zugpaare täglich, die Strecke war die steilste Adhäsionsbahn Württembergs.
Nach dem Ersten Weltkrieg ging die Strecke in das Eigentum der 1920 gegründeten Deutschen Reichsbahn über. Entgegen den Erwartungen, die mit der Errichtung der Strecke verbunden waren, blieb ein wirtschaftlicher Aufschwung in der Region jedoch aus, insbesondere in den Orten im dünn besiedelten Abschnitt Rudersberg–Welzheim.
Ab den 1920er Jahren verkehrten im Sommer sonntags über die Remsbahn durchgehende Ausflugszüge zwischen Stuttgart und Welzheim; die Fahrtdauer betrug hierbei rund zwei Stunden. In der Zeit des Nationalsozialismus veranstaltete die Organisation Kraft durch Freude ebenfalls Ausflugsfahrten. Erst während dieser Zeit erlebte die Wieslauftalbahn einen wirtschaftlichen Aufschwung.

### Die Zeit unter der Deutschen Bundesbahn (1949–1993)
Gegen Kriegsende im April 1945 wurde der Zugverkehr komplett eingestellt, aber Ende 1945 wieder aufgenommen. Ende der 1940er Jahre wurde wieder ein bis nach Stuttgart durchgehendes Zugpaar eingeführt. Dieser Zug diente vor allem dem Berufsverkehr, er fuhr morgens von Welzheim in die württembergische Hauptstadt und abends wieder zurück. Entlang der Wieslauftalbahn und auf der Remsbahn wurden jedoch nicht alle Unterwegshalte bedient. Um etwa 1970 wurde diese Verbindung eingestellt.

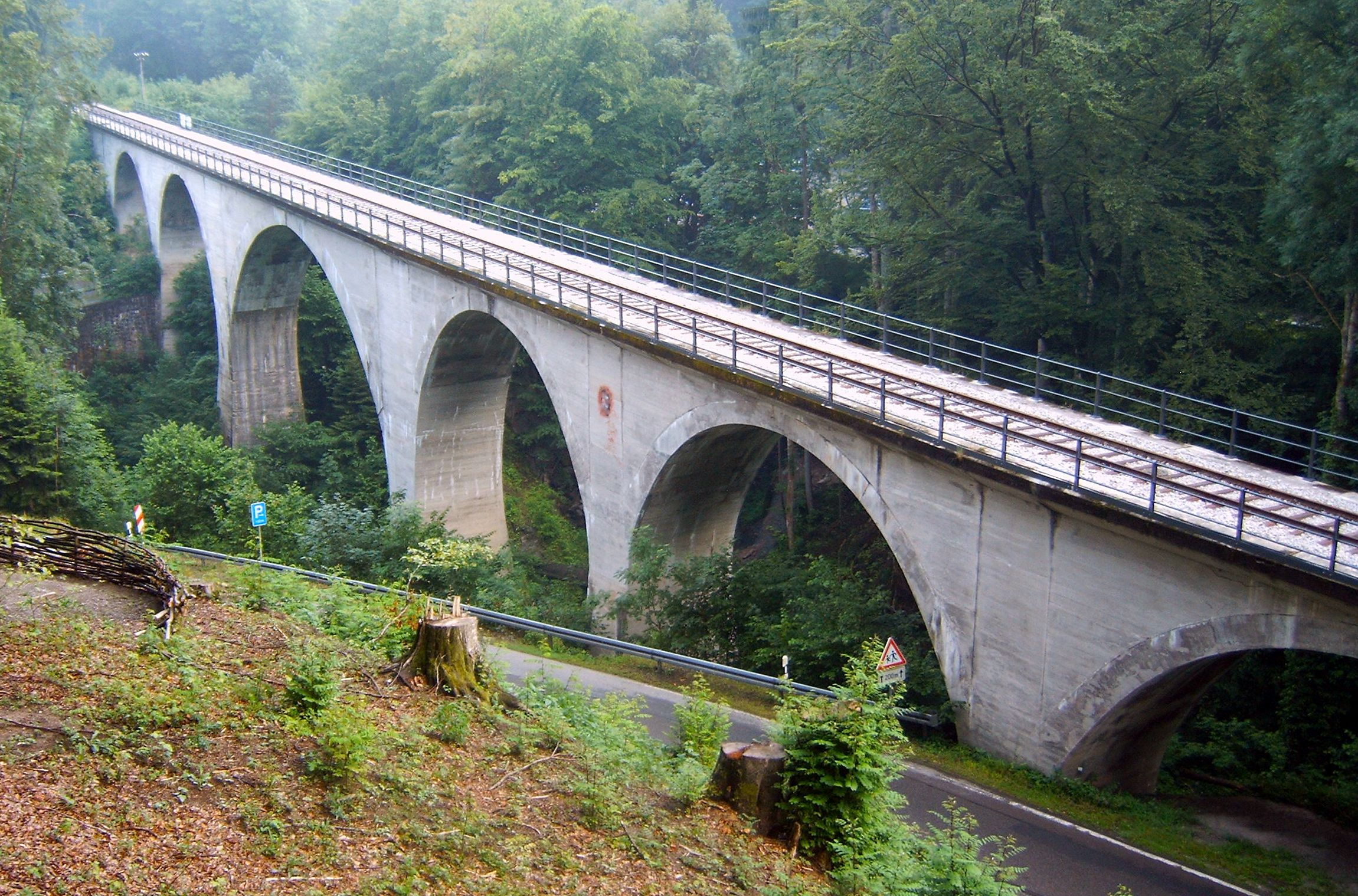
Viadukt über die Wieslauf oberhalb des Bahnhofs Laufenmühle

Etwa zur selben Zeit begann die Deutsche Bundesbahn, den Fahrplan immer mehr auszudünnen und die Züge sukzessive durch Bahnbusse zu ersetzen. Nach Welzheim verkehrte schließlich nur jeweils ein Personenzugpaar und ein Güterzugpaar täglich. Später wurden diese letzten beiden Züge zu einem Güterzug mit Personenbeförderung zusammengelegt. Dieser verkehrte am Nachmittag und war damit weder für Schüler noch für Berufstätige attraktiv; erschwerend kam die durch Rangieraufenthalte bedingte lange Fahrzeit hinzu. Der Betrieb war so nicht länger rentabel.
Ab 1975 war der Endbahnhof Welzheim unbesetzt, ab 1977 wurden alle Unterwegsstationen zwischen Rudersberg und Welzheim aufgelassen. Auch der Abschnitt bis Rudersberg wurde damals durch nicht auf die Hauptstrecke abgestimmte Fahrzeiten und parallelen Busverkehr geschwächt. Zum Sommerfahrplan 1980 wurde der Personenverkehr auf dem Abschnitt zwischen Rudersberg und Welzheim schließlich ganz eingestellt; letzter Betriebstag des gemischten Zuges war der 30. Mai 1980. 1984 stellte die Deutsche Bundesbahn beim Regierungspräsidium Stuttgart den Antrag auf Einstellung des Gesamtverkehrs auf dem Abschnitt zwischen Rudersberg und Welzheim, um auch den Güterverkehr nicht ausführen zu müssen. 1986 folgte auch der Antrag auf Einstellung des Gesamtverkehrs zwischen Schorndorf und Rudersberg. Beim verkehrswissenschaftlichen Institut an der Universität Stuttgart wurde daraufhin ein Gutachten in Auftrag gegeben. Der Verkehrswissenschaftler Gerhard Heimerl empfahl 1987, entgegen den Plänen der Deutschen Bundesbahn, den Weiterbetrieb des Personenverkehrs auf dem Teilstück Schorndorf–Rudersberg. Nachdem sich am 5. April 1988 nach längeren Regenfällen beim Grauhaldenhof (Kilometer 12,9) ein Erdrutsch mit Gleisverwerfung ereignet hatte, stellte die Deutsche Bundesbahn den Gesamtbetrieb auf der Bergstrecke ohne formelle Genehmigung ein.

### Regionalisierung und Reaktivierung des Abschnitts Rudersberg–Oberndorf (1993–2010)

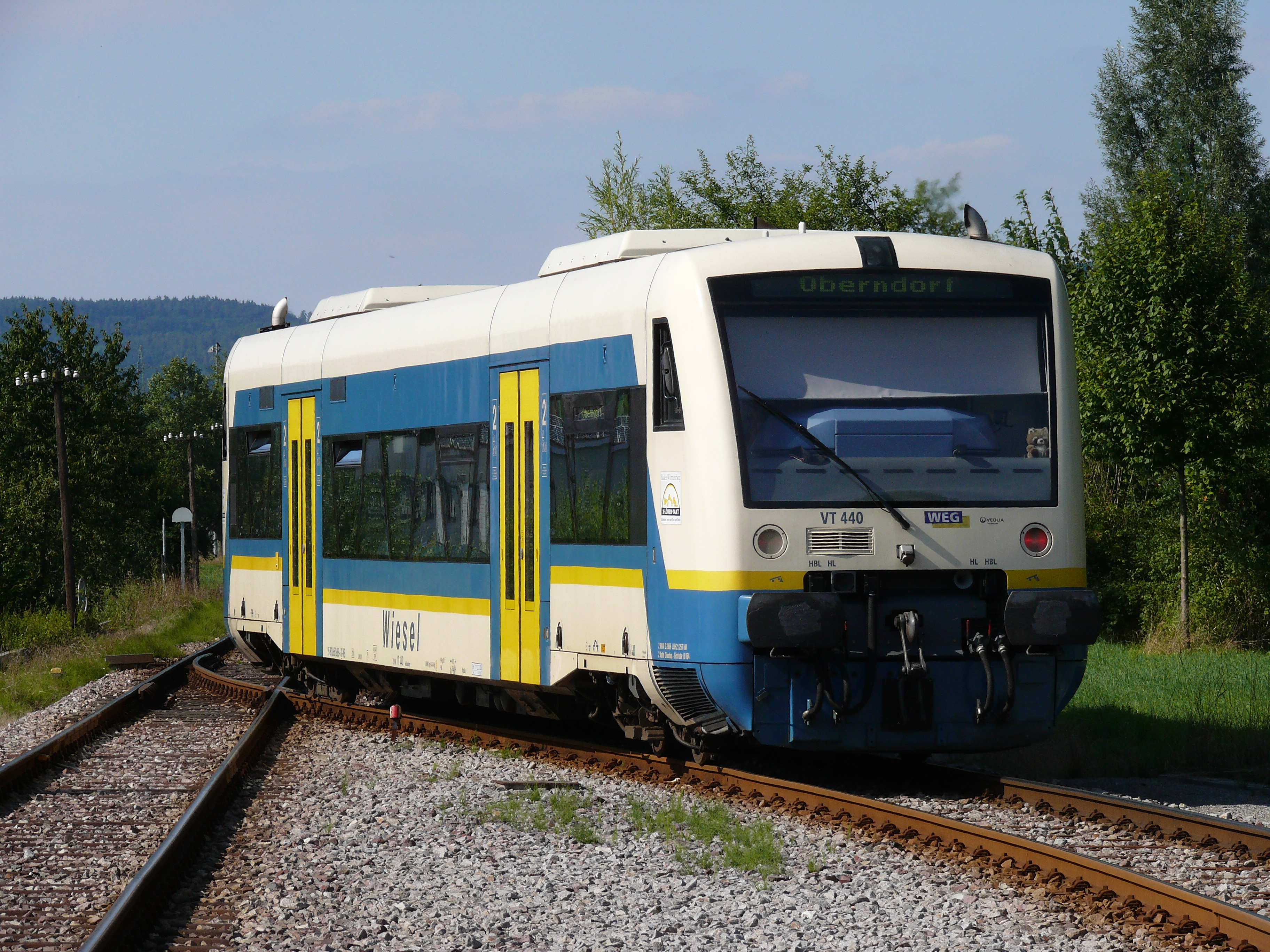
RegioShuttle-Triebwagen bei der Ausfahrt aus Miedelsbach-Steinenberg

Nachdem den in den Jahren 1984 beziehungsweise 1986 erfolgten Anträgen der Deutschen Bundesbahn auf Einstellung des Verkehrs auf der Gesamtstrecke nicht stattgegeben wurde, die Deutsche Bundesbahn jedoch nach wie vor kein Interesse am Weiterbetrieb der Bahn zeigte, erfolgte am 22. Dezember 1992 die Gründung des Zweckverbands Verkehrsverband Wieslauftalbahn (ZVVW), um den Zugverkehr im Wieslauftal aufrechtzuerhalten und zu privatisieren.
Am 6. Mai 1993 übertrug die Deutsche Bundesbahn die Strecke an den Zweckverband und beteiligte sich mit circa 4,7 Millionen D-Mark an der Sanierung der übergebenen Strecke sowie mit weiteren 1,8 Millionen D-Mark an den notwendigen Kosten für die Aufrechterhaltung und Verbesserung des Personenverkehrs und die Fortführung des Güterverkehrs. Das Land Baden-Württemberg steuerte zwölf Millionen D-Mark für den Ausbau der Infrastruktur und die Anschaffung dreier neuer Dieseltriebwagen samt zweier zugehöriger Steuerwagen bei.

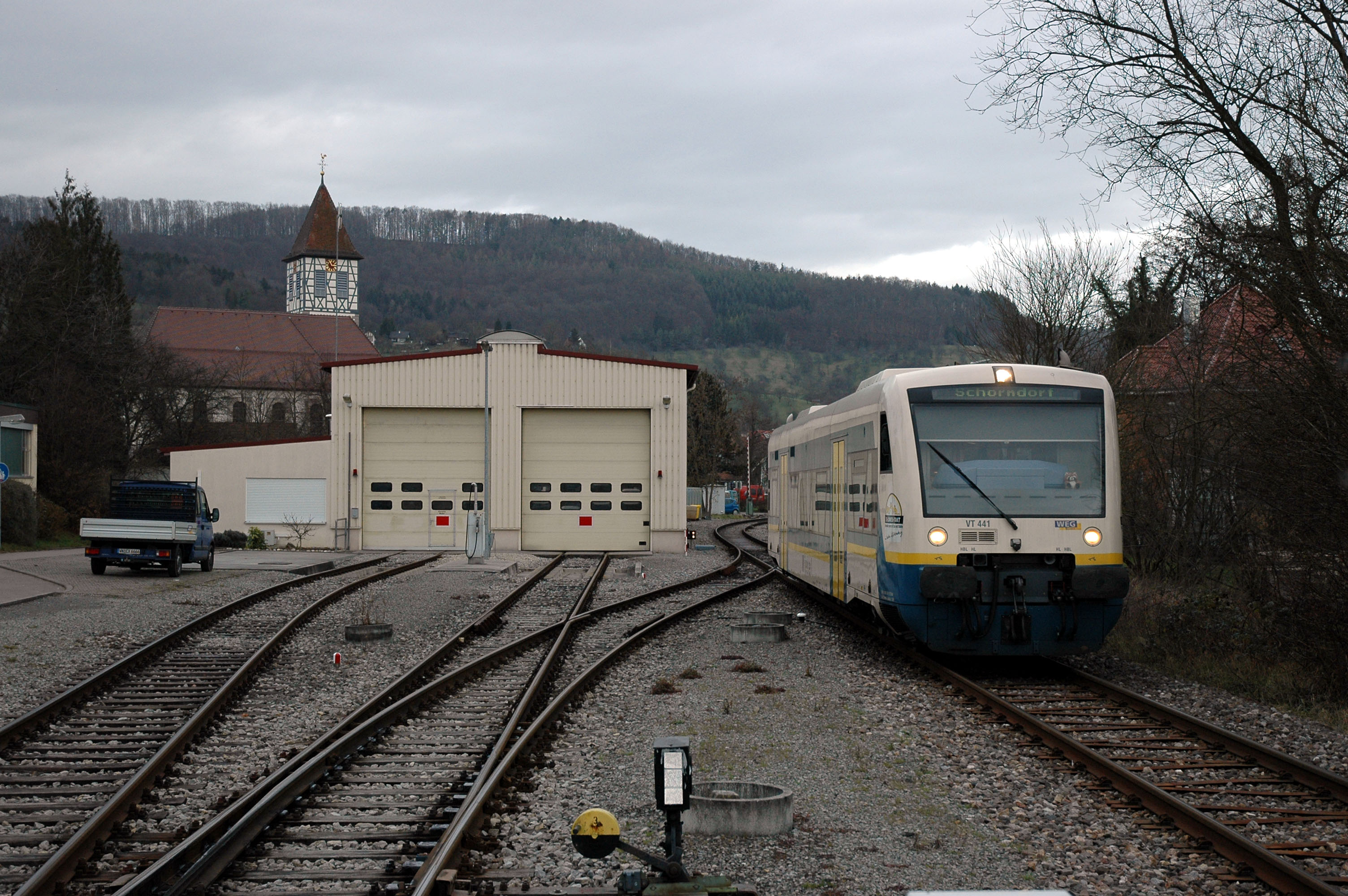
RegioShuttle-Triebwagen von Rudersberg Nord bei der Einfahrt in den Rudersberger Bahnhof

Dadurch konnte die WEG am 1. Januar 1995 im Auftrag des Zweckverbands den Betrieb auf dem Streckenteil Schorndorf–Rudersberg übernehmen. Hierbei wurde der Taktfahrplan eingeführt sowie in Rudersberg eine zweigleisige Wagenhalle errichtet. Die bei der Deutschen Bundesbahn übliche Betriebsruhe an Sonn- und Feiertagen blieb hingegen erhalten.
Da Welzheim dem Verband zunächst nicht beigetreten war, konnte der eingestellte Streckenabschnitt zunächst nicht modernisiert werden. Jedoch wurde er auf einer Länge von 700 Metern reaktiviert, indem der neue Haltepunkt Rudersberg Nord errichtet wurde, der seither das nahegelegene Schulzentrum erschließt.

### Wiederinbetriebnahme bis Rudersberg-Oberndorf (2008)
Im März 1998 kam ein Gutachten der WEG zum Ergebnis, dass auch eine Reaktivierung des knapp einen Kilometer langen Streckenabschnitts von Rudersberg Nord bis Rudersberg-Oberndorf wirtschaftlich sei. Im Mai 2004 genehmigte das Regierungspräsidium Stuttgart die Verlängerung der Bahn nach Oberndorf. Diese konnte jedoch wegen finanzieller Probleme seitens der Gemeinde Rudersberg zunächst nicht realisiert werden. Es ging hierbei um die Kosten der Sicherung des Kreisverkehrs beim Haltepunkt Rudersberg Nord. Der Förderverein Welzheimer Bahn stellte hierfür 20.000 Euro zur Verfügung. Erst am 26. Juli 2005 stimmte der Gemeinderat der Verlängerung zu und gab die entsprechenden Mittel frei. Nachdem sich die geplante Wiederinbetriebnahme durch gestiegene Baukosten und wegen anhängiger Klagen gegen die Baumaßnahme durch einzelne Anlieger um mehrere Jahre verzögert hatte, begannen 2007 die Maßnahmen zur Instandsetzung des Abschnitts Rudersberg Nord–Rudersberg-Oberndorf. Die Inbetriebnahme erfolgte zum 16. Juni 2008. Die Baukosten für das 900 Meter lange Teilstück beliefen sich auf rund 1,9 Millionen Euro, da der Oberbau vollständig ersetzt sowie eine Straßenüberführung erneuert werden musste.

### Museumsbahn (seit 2010)

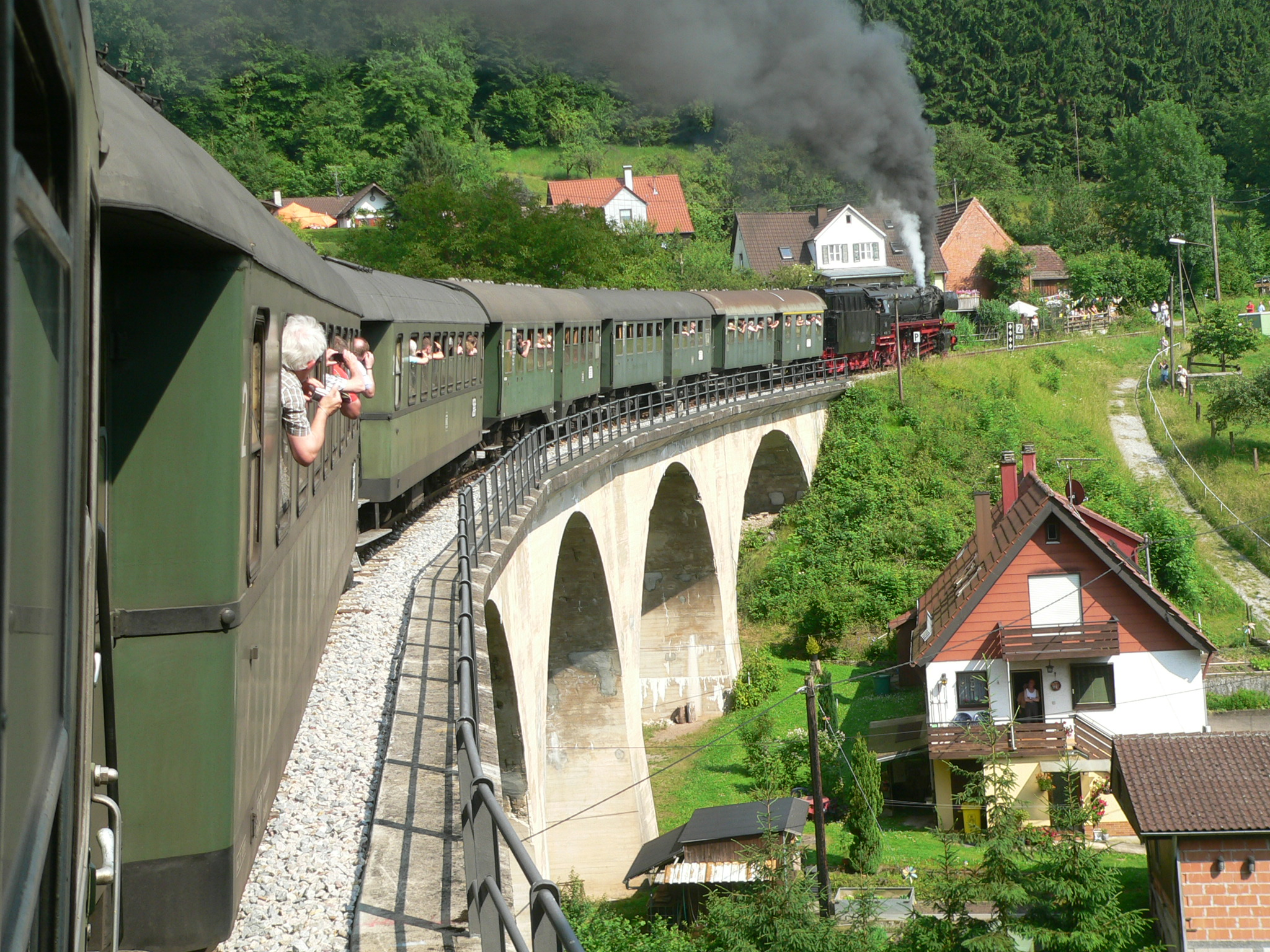
Museumszug mit der Lokomotive 41 018

Eine formale Stilllegung und Freistellung der Teilstrecke bis Welzheim konnte über Jahrzehnte hinweg stets verhindert werden. Der 2000 gegründete Förderverein Welzheimer Bahn e. V. hatte es sich fortan zur Aufgabe gemacht, das landschaftlich reizvolle Teilstück nach Welzheim zu reaktivieren und für einen touristischen Bahnverkehr herzurichten. Zusammen mit der Stadt Welzheim gründete er die Schwäbische Wald-Bahn GmbH (SWB), die die Schieneninfrastruktur vom Eigentümer ZVVW pachtet. Mit dem Ziel eines Bahnbetriebs für den Wochenend-Tourismus wurden am 22. Mai 2007 die Arbeiten für eine Reaktivierung der Strecke von Oberndorf bis Welzheim aufgenommen. Die Kosten dafür waren mit 2,9 Millionen Euro veranschlagt, wobei das geplante Dampfzugtempo von nur 30 km/h zur Kostenbeschränkung beitragen sollte. Zunächst wurden im Bahnhof Welzheim Weichen und Bahnsteig erneuert, von dort wurde in Richtung Rudersberg weiter gearbeitet. In der ursprünglichen Planung waren bereits zu Pfingsten 2008 die ersten durchgehenden Fahrten der sonntäglichen Museumsdampfzüge von Schorndorf bis Welzheim vorgesehen, dieser Termin ließ sich aber nicht halten. Der reguläre Tourismusverkehr auf der Gesamtstrecke begann am 8. Mai 2010.
Im Zuge der Reaktivierung entstand am südlichen Stadtrand von Welzheim der neue Haltepunkt Tannwald; zeitweise war geplant, diesen Stadtpark zu nennen. Die Station Klaffenbach-Althütte wurde nicht für den Tourismusverkehr reaktiviert. Dennoch handelt es sich betrieblich gesehen immer noch um einen Bahnhof, dort befindet sich ein als Abstellgleis genutztes Stumpfgleis.
Das Strümpfelbach-Viadukt wurde im Dezember 2007 von der Denkmalstiftung Baden-Württemberg gemeinsam mit der Elektrolokomotive Lina der Trossinger Eisenbahn als „Denkmal des Monats“ ausgezeichnet.
2011 wurden 29.700 Fahrgäste befördert, womit die Prognosen vor Inbetriebnahme übertroffen wurden.

### Folgen des Hochwassers 2024

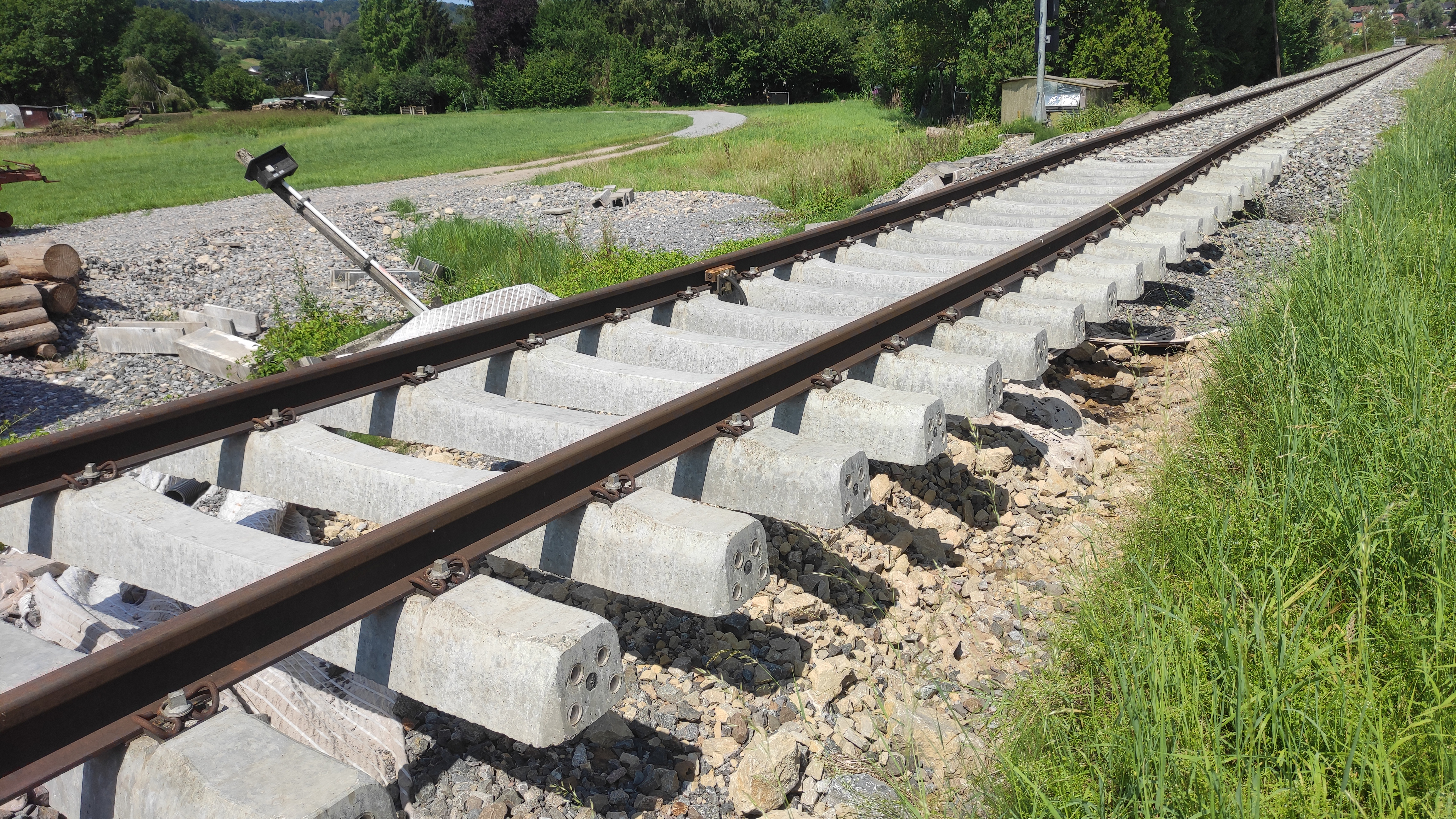
Hochwasserschaden 2024 bei Schlechtbach

Das Hochwasser 2024 unterspülte am 3. Juni die Gleise, zerstörte Signale und Kabelverbindungen, und beschädigte die Wartungshalle sowie darin abgestellte Züge, woraufhin die Strecke gesperrt und der Betrieb eingestellt werden musste. Stattdessen wurde ein Schienenersatzverkehr mit Bussen eingerichtet.
Die Schäden betrugen über 10 Millionen Euro, die aber von einer Versicherung abgedeckt werden.
Für die Überführung der beschädigten RS1-Triebwagen in eine Werkstatt in der Oberpfalz wurden die Schienen bis November 2024 behelfsmäßig repariert. Anschließend wurde die Strecke bis Rudersberg umfassend saniert und wiederaufgebaut. Die Strecke zwischen Schorndorf und Rudersberg ging am 14. April 2025 wieder in Betrieb.
Der weitere Abschnitt bis einschließlich Oberndorf soll bis September 2025 wieder in Betrieb genommen werden.
Die Weiterführung des Museumsbetriebes auf der Strecke Oberndorf–Welzheim war zunächst fraglich, durch eine Förderung des Landes Baden-Württemberg in Höhe von 1,8 Millionen Euro aus dem Tourismusinfrastrukturprogramm 2025 soll die Reparatur aber zeitnah angegangen werden und die Museumsbahn könnte 2026 wieder den Betrieb aufnehmen.

## Betrieb

### Bahnhöfe

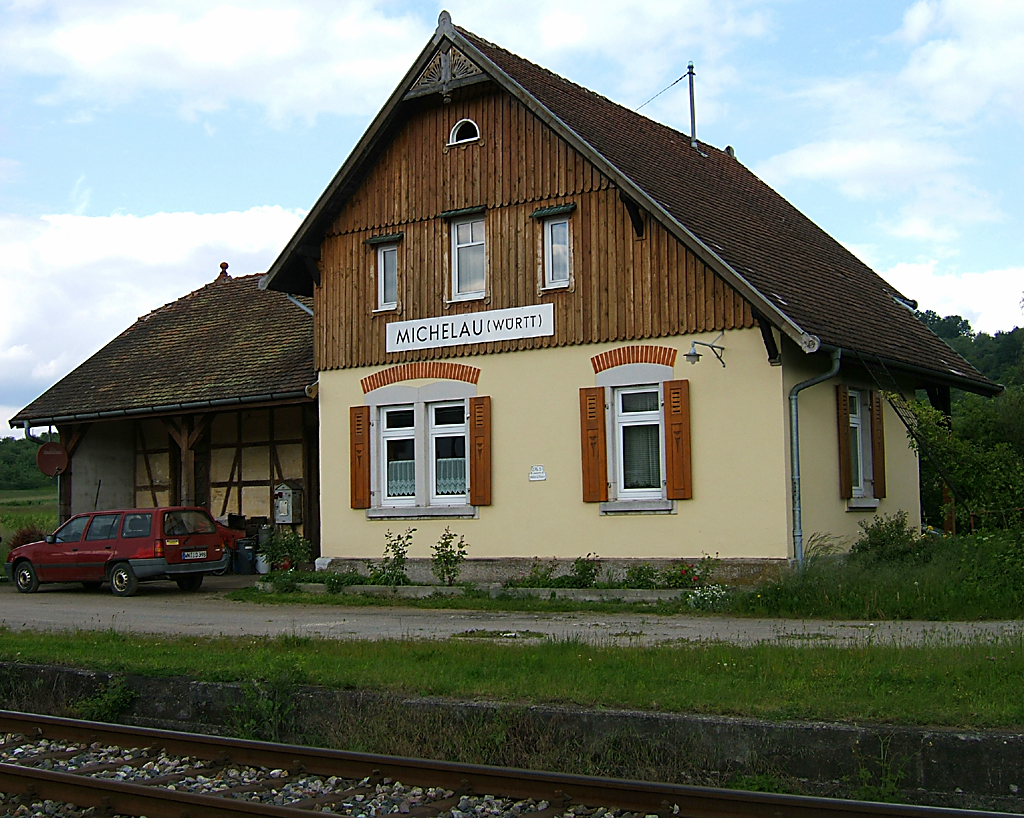
Bahnhof Michelau (Württ), heute nur noch ein Haltepunkt

Die Empfangsgebäude von Rudersberg und Welzheim sind Einheitsbahnhöfe vom Typ IIb respektive IIIb und entsprechen den Gebäuden, wie sie in Württemberg entlang vieler Nebenbahnen gebaut wurden. Das Gebäude in Welzheim fiel größer aus, da es gleichzeitig zur Unterbringung des Zugpersonals diente. In Rudersberg und Welzheim existierten darüber hinaus früher Lokschuppen, die jedoch zwischenzeitlich abgerissen wurden. Die übrigen Bahnhöfe wurden in einem einfacheren Baustil errichtet, der auf keiner anderen württembergischen Eisenbahnstrecke Verwendung fand. Sie wurden nach einheitlichem Entwurf gebaut, teilweise spiegelverkehrt. Das Gebäude in Breitenfürst wurde im November 1974 abgerissen. 1992 wurde die Strecke samt Gebäuden unter Denkmalschutz gestellt. Das Gebäude in Haubersbronn wurde durch das Hochwasser 2024 schwer beschädigt und kann vermutlich nicht erhalten werden.
Die Ausweichgleise der Bahnhöfe wurden teilweise nachträglich zu Stumpfgleisen zurückgebaut, so etwa in den 1970er Jahren auf der Bergstrecke, oder ganz entfernt wie in Michelau (Württ).
Im Zuge der grundlegenden Sanierung bis zum 1. Januar 1995 wurden auch zahlreiche Bahnhöfe umgebaut. Die Haltepunkte Schorndorf-Hammerschlag, Haubersbronn Mitte und Rudersberg Nord wurden komplett neu errichtet. Miedelsbach-Steinenberg wurde für Zugkreuzungen ausgebaut. Die Bahnsteige sind niedrig und ermöglichen keinen barrierefreien Einstieg in die Züge. Nur der Bahnsteig in Rudersberg-Oberndorf hat eine Bahnsteighöhe von 76 Zentimetern.

### Fahrzeugeinsatz
Über die Lokomotiven zur Zeit der Streckeneröffnung ist heute nicht mehr viel bekannt. Mit Sicherheit waren Lokomotiven der württembergischen Gattung T 3 im Einsatz. Auch die württembergische Klasse B kam zum Einsatz. Die Züge führten von Beginn an die zweite, dritte und vierte Wagenklasse.
Ungefähr ab 1925 kamen hier Lokomotiven der preußischen Baureihe T 141, nun als Baureihe 93.5 geführt, zum Einsatz, die sich bewährten und bis 1962 eingesetzt wurden. Die T 141 wurden während des Zweiten Weltkriegs zeitweise abgezogen und durch Lokomotiven der Baureihen 94 sowie 75 ersetzt, die sich aber für diese anspruchsvolle Strecke nicht so gut eigneten. Die Baureihe 94 beanspruchte das Gleis zu sehr, so dass öfters Gleisreparaturen durchgeführt werden mussten. Die Baureihe 75 konnte die erforderliche Leistung nicht erbringen und wies ein zu geringes Reibungsgewicht auf, um längere Züge über die Steigung nach Welzheim zu führen. Ab 1947 kam wieder die T 141 zum Einsatz.

Am 27. Mai 1962 wurde der Abschnitt Waiblingen–Schorndorf auf elektrischen Betrieb umgestellt. Gleichzeitig wurden auf der Wieslauftalbahn die T 141 durch Lokomotiven der Baureihen 50 im Güterverkehr, sowie 64 im Personenverkehr, ersetzt. Daneben kamen Schienenbusse der Baureihe VT 98 zum Einsatz. Ab dem Sommerfahrplan 1968 wurden die Personenzüge als Wendezüge mit n-Wagen und Diesellokomotiven der Baureihe 212 geführt. Ab 1971 wurde auch der Güterverkehr auf Dieselbetrieb umgestellt und das Dampfzeitalter im Wieslauftal endete.

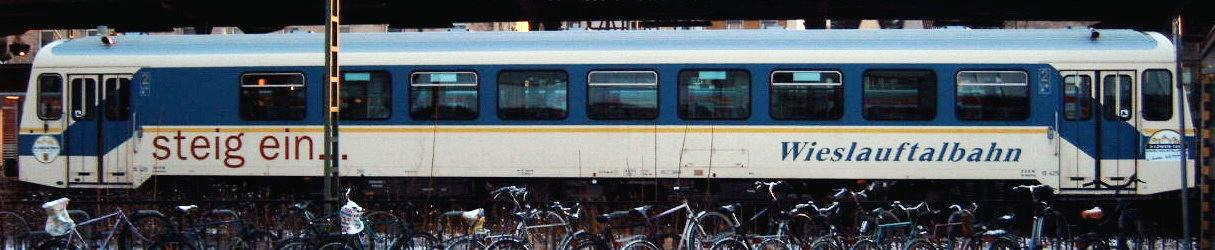
NE-81-Steuerwagen im Bahnhof Schorndorf

Bis zum Hochwasser 2024 waren vier NE 81 (VT 421, VT 422, VS 425, VS 426, Baujahr 1994) und zwei Regio-Shuttle RS1 (VT 440, VT 441, Baujahr 1999) im Einsatz. Die beiden Typen waren untereinander kombinierbar, im Regelfall bestanden die beiden Umläufe aus einem Regio-Shuttle-Triebwagen und einem NE-81-Steuerwagen, die beiden NE-81-Triebwagen dienten als Reserve.
Aufgrund von Schwierigkeiten bei der Ersatzteilbeschaffung für die NE 81 wurden 2023 vier weitere, gebrauchte Regio-Shuttle (Baujahr 2009, zuvor Hohenzollerische Landesbahn) vom Zwischenhändler Helvetic Rolling Stock GmbH (HEROS) erworben, da emissionsfreie Alternativen (Elektrifizierung der Strecke, Batterie- oder Wasserstoffzüge) derzeit nicht finanzierbar sind. Diese sollten 2024 und 2026 ausgeliefert werden.
Durch das Hochwasser im Juni 2024 wurde die Werkstatthalle in Rudersberg überschwemmt und die dort abgestellten vier NE-81-Fahrzeuge erlitten einen Totalschaden, die beiden Regio-Shuttles RS1 (Baujahr 1999) konnten aufgrund der Schäden nicht mehr selbstständig fahren und wurden von einer Spezialfirma am 13. November 2024 in eine Werkstatt nach Weiden in der Oberpfalz zur weiteren Begutachtung abgeschleppt. Da die neu erworbenen gebrauchten Regio-Shuttles zum Zeitpunkt des Hochwassers noch nicht ausgeliefert waren, blieben diese unbeschädigt, sodass für die Wiederaufnahme des Betriebs ab April 2024 zunächst die zwei generalüberholten, neu gekauften Regio-Shuttles des Typs VT 451 und VT 452 und zwei angemietete Fahrzeuge des Typs VT 505 und VT 506 zur Verfügung stehen. Da nur vier Fahrzeuge zur Verfügung stehen, kann vorübergehend nur ein Stundentakt auf der Schiene angeboten werden, durch Busersatzverkehr wird der Halbstundentakt hergestellt. Bis Jahresende 2024 sollen auch die anderen beiden gekauften Regioshuttles in Betrieb gehen und den Halbstundentakt auf der Schiene wieder ermöglichen.

### Verkehr

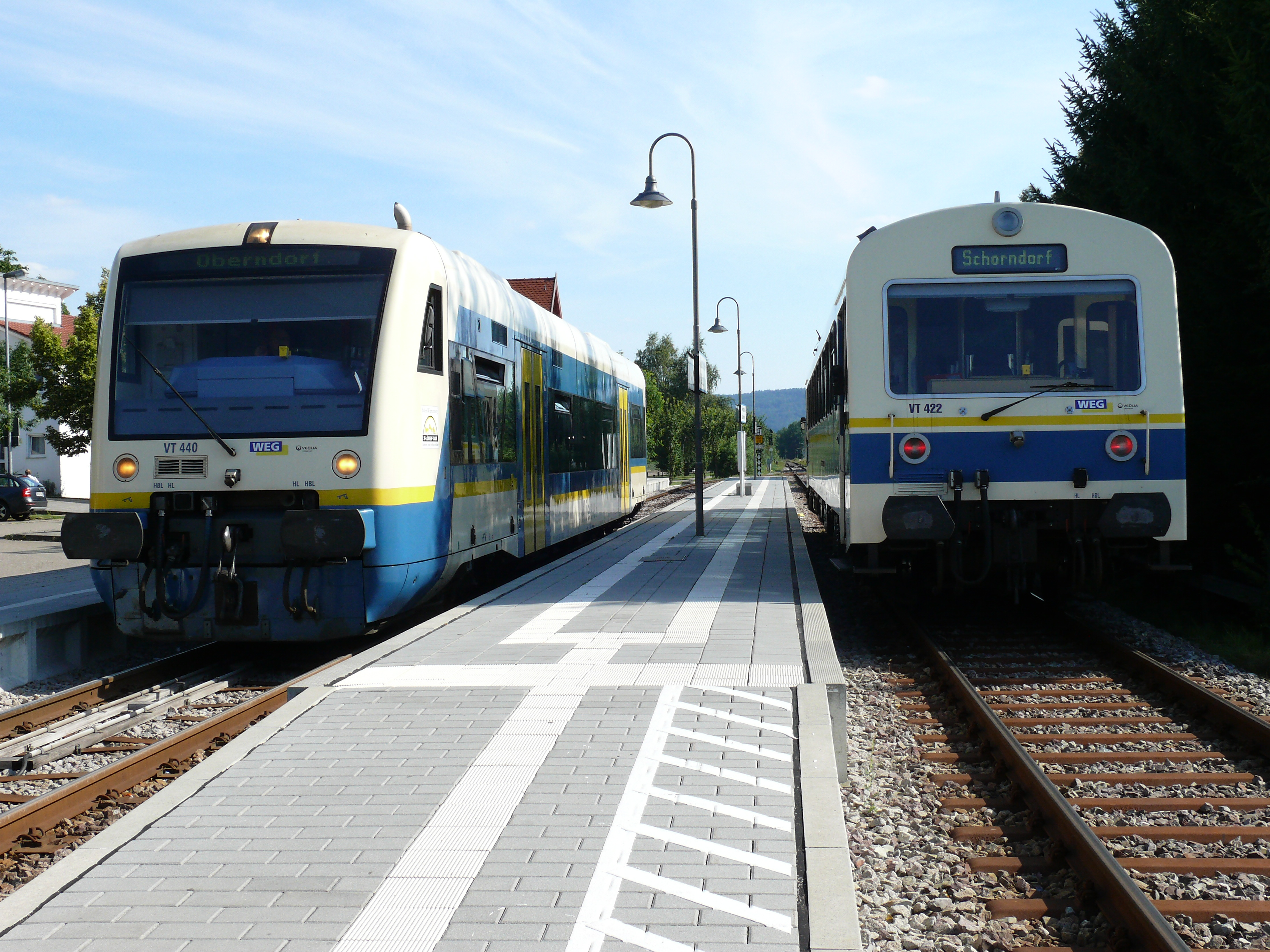
RS1- und NE 81-Triebwagen der Wieslauftalbahn

#### Regelbetrieb
Die Linie RB 61 Schorndorf–Rudersberg-Oberndorf, bis Dezember 2019 Linie R21, verkehrt montags bis freitags zwischen circa 5:00 Uhr und 20:00 Uhr im 30-Minuten-Takt, später und samstags stündlich. Sonn- und feiertags ruht der Verkehr. Die Fahrtzeit beträgt 21 Minuten. Der Fahrplan sieht in Schorndorf direkte Anschlüsse zur Metropolexpress-Linie MEX13 Stuttgart–Crailsheim und zur Linie S2 der S-Bahn Stuttgart vor. Die Strecke ist seit dem 1. Oktober 1993 in den Verkehrs- und Tarifverbund Stuttgart (VVS) integriert und wurde damals mit Fahrkartenautomaten ausgestattet. Täglich nutzen 5000 Reisende die Bahn, nachdem es Anfang der 1990er Jahre nur noch 1125 Fahrgäste waren. Güterverkehr findet nicht mehr statt.
Zwischen dem 3. September 2016 und dem 1. Oktober 2016 wurde der reguläre Personenverkehr zwischen Rudersberg-Oberndorf und Welzheim temporär wieder aufgenommen, um den Busverkehr zu ersetzen, der wegen einer Sperrung der Landesstraße 1080 unterbrochen war. Der Probebetrieb kostete die Stadt Welzheim rund 60.000 Euro und sollte gleichzeitig dazu dienen, Fahrgastpotentiale zu ermitteln. Das Landesverkehrsministerium Baden-Württemberg prüfte 2020 einen dauerhaften Betrieb im Rahmen einer Reaktivierungsstudie. Diese ergab aber, dass das für einen Vollbetrieb erforderliche Nachfragepotenzial wegen der aufgrund des Umweges über Rudersberg gegenüber der heutigen Busverbindung deutlich verlängerten Fahrzeit von Welzheim nach Schorndorf voraussichtlich nicht erreicht werden kann.

#### Tourismusverkehr

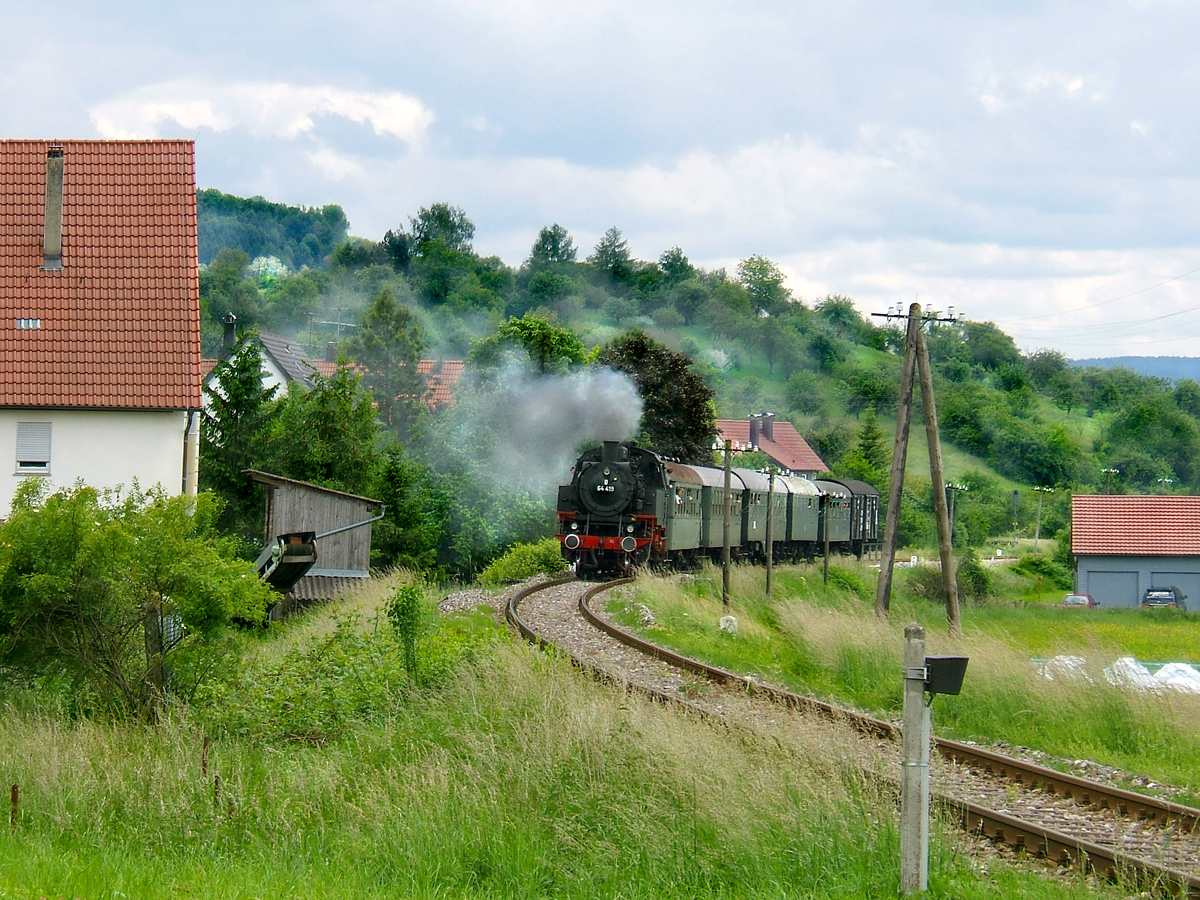
DBK-Dampfzug bei Michelau (Württ)

Der Verein DBK Historische Bahn führt auf eigene Rechnung in Absprache mit dem Streckenbetreiber Schwäbische Waldbahn GmbH und Förderverein Welzheimer Bahn e. V. an Sonn- und Feiertagen den Tourismusverkehr mit historischen Zügen zwischen Schorndorf und Welzheim durch, wobei meist die Lokomotive 64 419 zum Einsatz kommt. Im Jahr 2017 beispielsweise wurden insgesamt 17 Dampf- und 15 Dieselfahrtage angeboten.

## Sonstiges
Das Empfangsgebäude des Bahnhofs Laufenmühle ist bei Vollmer als Modell in Nenngröße H0 erhältlich.